# زنان در سیرالئون
سیرالئون, به‌طور رسمی جمهوری سیرالئون, یک جمهوری قانون اساسی در غرب آفریقا است. از زمان تأسیس در سال ۱۷۹۲، زنان در سیرالئون نقش عمده‌ای در توسعه سیاسی و اقتصادی کشور ایفا کرده‌اند.
زنان سیرالئونی با نابرابری جنسیتی شدید مواجه هستند. آن‌ها سطوح بالایی از فقر، خشونت و محرومیت را تجربه می‌کنند. با این حال، آن‌ها نقش مهمی در سیستم آموزشی ایفا کرده‌اند و مدارس و کالج‌ها را تأسیس کرده‌اند، به طوری که برخی از افراد مانند هانا بنکا-کوکر به خاطر مشارکت‌هایشان با نصب یک مجسمه مورد تجلیل قرار گرفته‌اند و لاتی هاید-فورستر، اولین زنی که از کالج فوراه بی فارغ‌التحصیل شده است، با اعطای درجه دکتری قوانین مدنی توسط دانشگاه سیرالئون مورد تقدیر قرار گرفته است.

## تاریخچه اولیه (۱۷۸۷–۱۹۰۰)

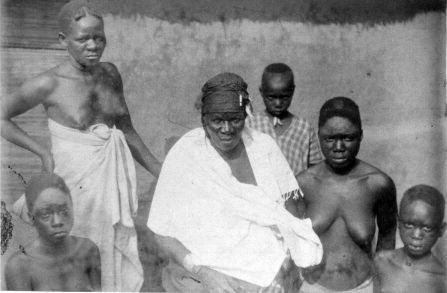
خانم لبهو، ملکه گاورا بالا در سال ۱۸۹۱.

با تأسیس استان آزادی در سال ۱۷۸۷، یک شرابرو به نام ملکه یاماکوبا یکی از امضاکنندگان پیمان ۱۷۸۷ بود که زمین را به بریتانیا واگذار کرد.
با نابودی استان آزادی در سال ۱۷۸۹ و تأسیس فری‌تاون و کلونی سیرالئون در سال ۱۷۹۲، تمامی سرپرستان خانوارهای مهاجران اسکاتلند نو واجد شرایط رأی دادن در انتخابات آینده در فری‌تاون بودند و یک‌سوم از آن‌ها زنان آفریقایی‌تبار بودند.
اکثریت اجداد مردم کرویول سیرالئون از زنان بازگردانده شده آفریقایی-آمریکایی، جامائیکایی مارون و آفریقایی‌های آزاد شده در سیرالئون تشکیل شده بود که عمدتاً از آکان، ایگبو و یوروبا بودند. خانوارهای کرویول در فری‌تاون از گروه‌های قومی سنتی آفریقایی در سیرالئون متفاوت بودند زیرا زنان از حق مالکیت، آزادی اقتصادی، و امکان فعالیت در حرفه‌هایی نظیر وکالت و پزشکی در اوایل قرن بیستم برخوردار بودند. این استقلال به زنان اجازه سفر آزادانه می‌داد. از آنجا که آن‌ها از نظر مالی مستقل بودند، قادر به طلاق گرفتن برای بهبود زندگی اقتصادی خود بودند.
از سال ۱۸۳۰، زنان در سیرالئون به خاطر تجارت در کالاهای غیرمرتبط با برده‌داری شناخته می‌شدند. یکی از زنان تاجری که در این دوره به‌طور خاص معروف بود، آفریقایی آزاد شده بتسی کرو بود که با قصابی به نام جیمز توماس ازدواج کرده و گوشت به ارتش می‌فروخت.
زنان تاجری کرویول مسیحی بودند. زنان کرویول در سراسر ساحل غربی تجارت می‌کردند و هم‌زمان تجارت خود را گسترش داده و دین مسیحیت را ترویج می‌دادند. با این حال، تا سال ۱۹۰۰ شرکت‌های اروپایی تجارت را تحت کنترل خود درآوردند و کرویول‌ها به مشاغل دیگری مانند پزشکی و تدریس روی آوردند.
در سال ۱۸۷۸، بانو یوکو به عنوان ملکه کپا منده سنه‌گوم که به یکی از بزرگ‌ترین اتحادهای سیاسی داخلی تبدیل شده بود، منصوب شد. او همچنین برای گسترش قلمرو خود علیه قبایل کوچکتر جنگید. در سال ۱۸۹۸، او در زمان یک شورش از بریتانیایی‌ها حمایت کرد که این اقدام نیز به او اجازه داد قلمرو خود را گسترش دهد. در زمان مرگش در سال ۱۹۰۶، کنفدراسیون او چنان گسترش یافته بود که باید به ۱۵ بخش تقسیم می‌شد.
تی جی. آلدرج، اولین کمیسیونر سیرالئون، گزارش داد که در سال ۱۸۸۹ با دو رئیس زن معاهده صلح امضا کرده است.

## ۱۹۰۰–۱۹۷۰

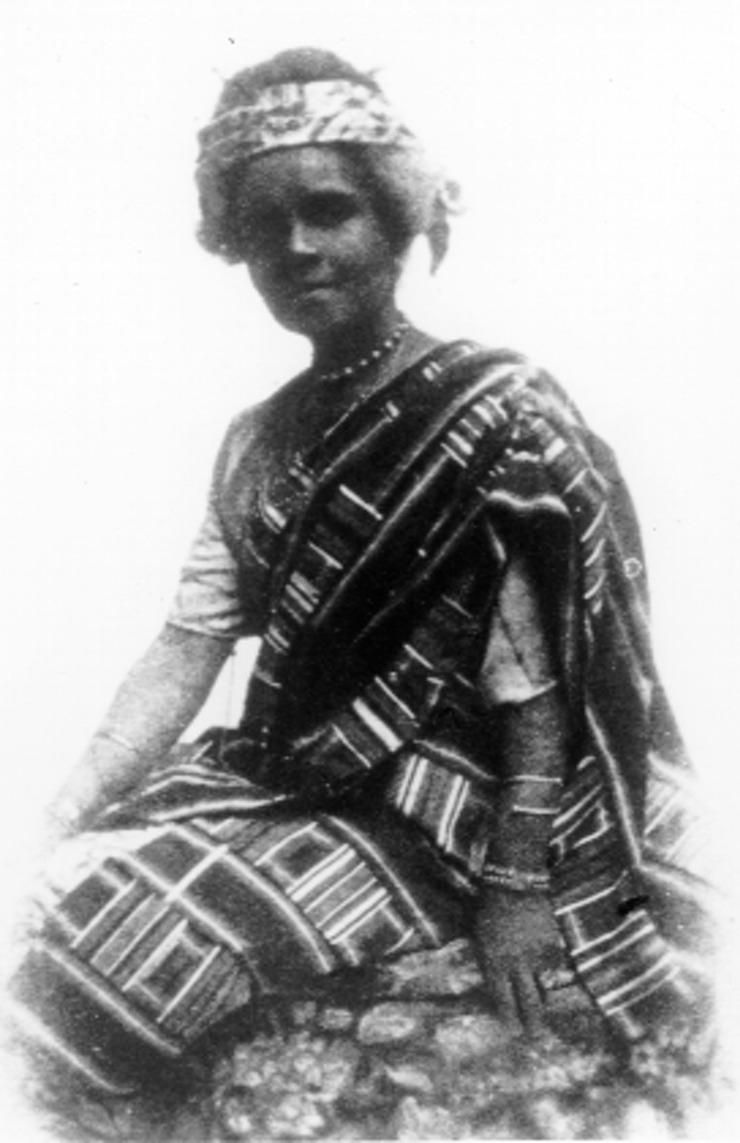
آدلاید کسلی-هیفورد، زن کرویول که در روز عروسی‌اش لباس فانته پوشیده است

در شهر فری‌تاون، پیش از جنگ جهانی اول، موقعیت زنان یا بر اساس طبقه اجتماعی یا قومیت آن‌ها تعیین می‌شد. مردم کرویول سیرالئون گروه قومی غالب بودند و برخی از آن‌ها به آموزش بهتر دسترسی داشتند؛ خانواده‌های ثروتمند دختران خود را به مدارس تکمیلی بریتانیا می‌فرستادند. با این حال، اکثریت زنان کرویول به طبقات پایین‌تر تعلق داشتند و آموزش آن‌ها معمولاً فراتر از سطح دبستان پیش نمی‌رفت، مشابه همتایان مردشان در همان طبقه اجتماعی.: 439 
در سال ۱۹۱۵، آدلاید کسلی-هیفورد نقش مهمی در زمینه حقوق زنان در فری‌تاون ایفا کرد و سخنرانی‌ای با عنوان «حقوق زنان و ازدواج مسیحی» ارائه داد. در سال ۱۹۲۳، او «مدرسه آموزش صنعتی و فنی دختران» را تأسیس کرد با هدف اقتصادی خودکفا کردن زنان.: 440  در سال ۱۹۳۰، زنان حق رای دادن را به دست آوردند. به گفته وکیل محلی جی.سی. زیزر، این امر را می‌توان به تعداد زنانی که اکنون در خدمات دولتی کار می‌کردند نسبت داد، جایی که شرایط استخدام آن‌ها با همتایان مردشان برابر بود.: 442 